# Рохелио Фунес Мори
Рохелио Габриел Фунес Мори е аржентински футболист, който играе в Португалската Лига за отбора на Бенфика. Фунес Мори е смятан за един от най-големите футболни таланти на Аржентина. Има брат близнак Ramiro Funes Mori, който все още играе за Ривър Плейт.
Роден в Мендоса, Мендоса (провинция), Аржентина. През 2001 се мести в Workman Junior High и Arlington High School, започва да играе футбол с брат си Рамиро.